# هنری فارمن
هنری فارمن (انگلیسی: Henri Farman; ۲۶ مهٔ ۱۸۷۴ – ۱۷ ژوئیهٔ ۱۹۵۸) دوچرخه‌سوار، مهندس، و راننده خودروی مسابقه‌ای اهل فرانسه بود.